# Brilliance BS2
Brilliance BS2 (中华骏捷) — компактный автомобиль, выпускавшийся китайской автомобилестроительной компанией Brilliance China Auto с 2008 по 2013 год.

## Описание
Brilliance BS2 впервые был представлен на Международном автомобильном салоне во Франкфурте в 2007 году, затем в 2008 году автомобиль был представлен на Пекинском международном автосалоне. В Европе автомобиль дебютировал в 2009 году на Женевском автосалоне. Предсерийная версия называлась Brilliance A1.
Автомобиль разработан итальянским дизайнером Джорджетто Джуджаро. Четырёхдверный седан получил наименование Brilliance FSV, кроссовер — FRV Cross.
В 2010 году автомобиль прошёл рестайлинг.

## Технические характеристики
Первоначально Brilliance BS2 оснащался 1,6-литровым, четырёхцилиндровым, 16-клапанным двигателем Mitsubishi 4G18 (Евро-3) мощностью 101 л. с. Позднее он был заменён 1,5-литровым двигателем Mitsubishi 4A91 (Евро-4).

## Галерея

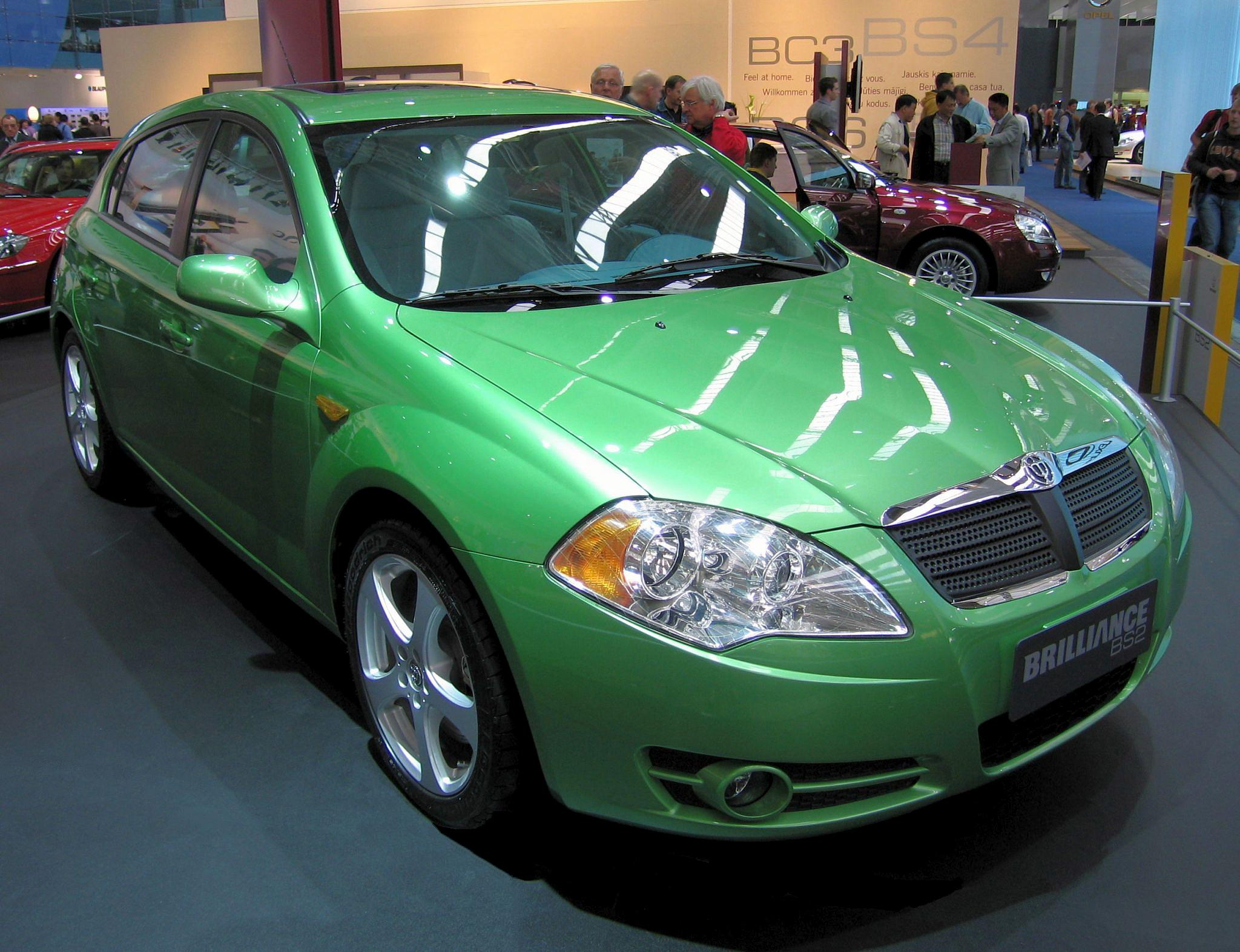
Brilliance BS2
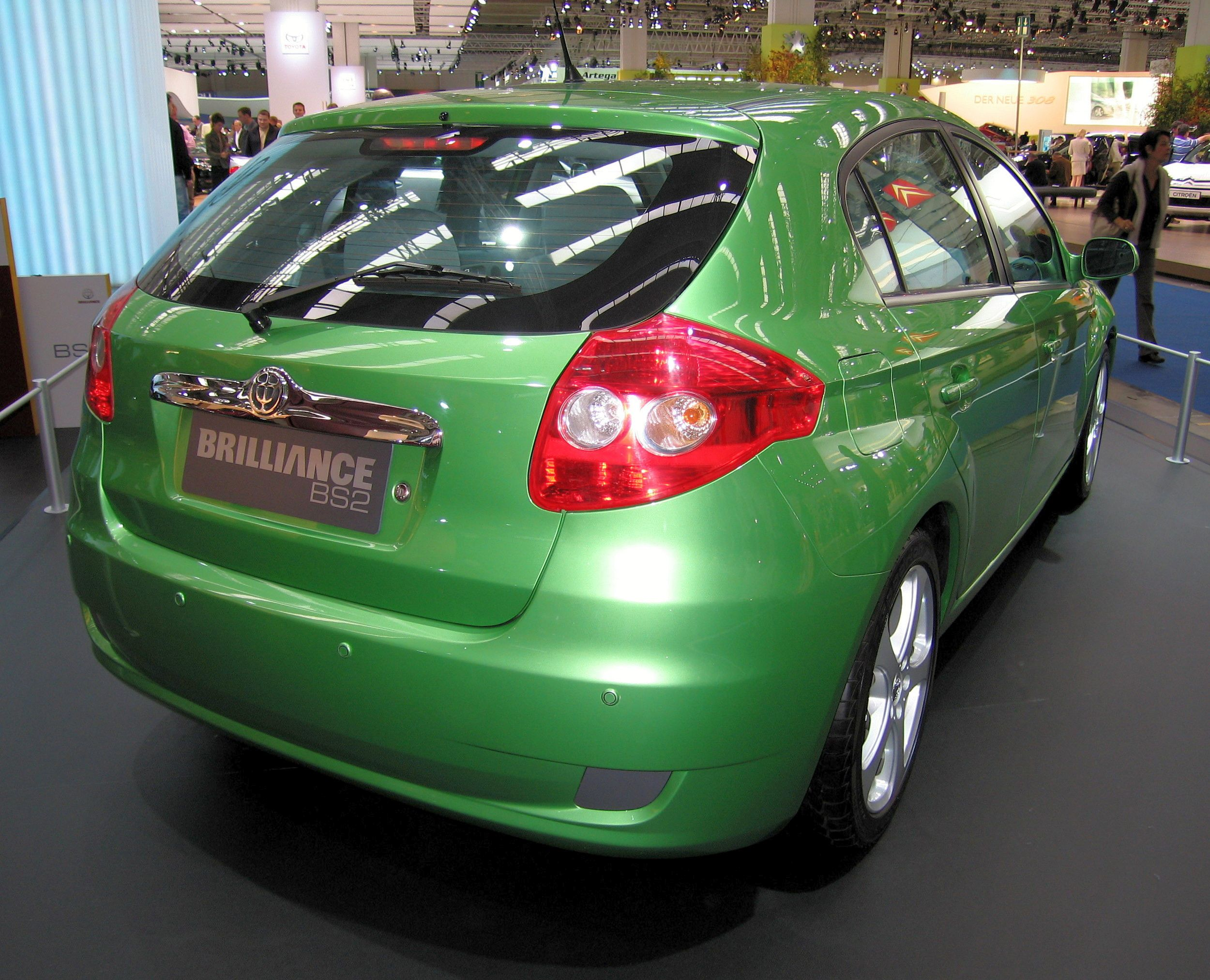
Вид сзади
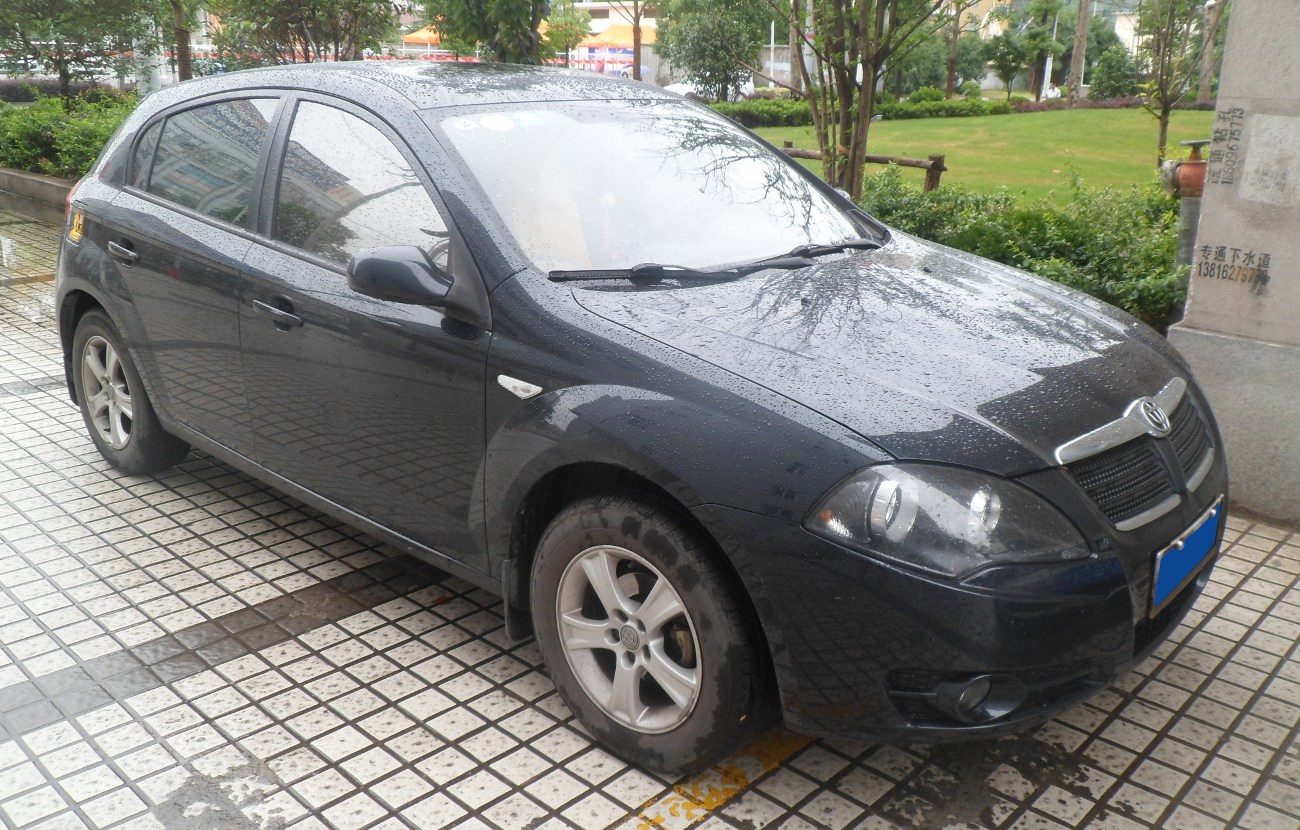
Brilliance Junjie FRV
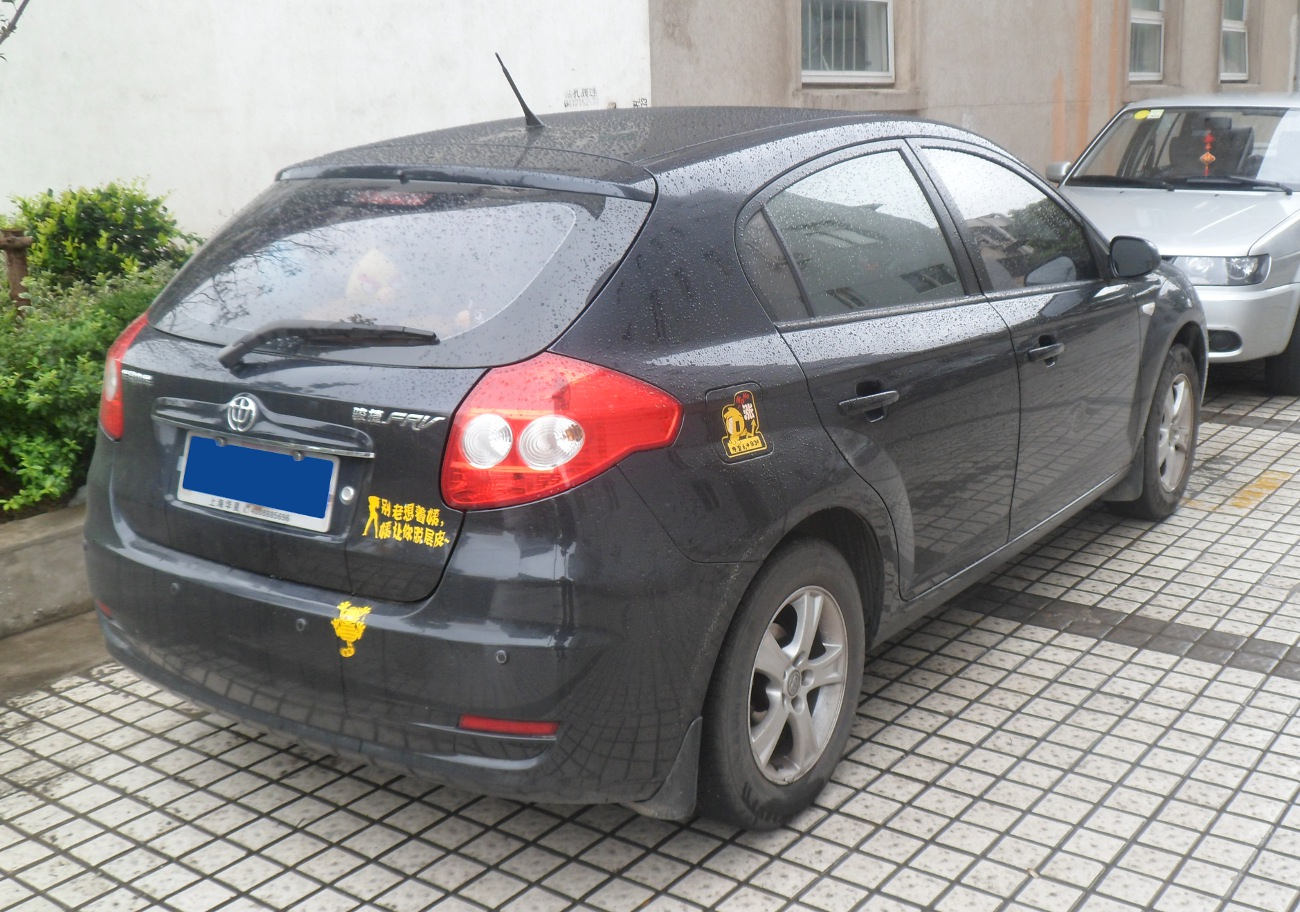
Вид сзади
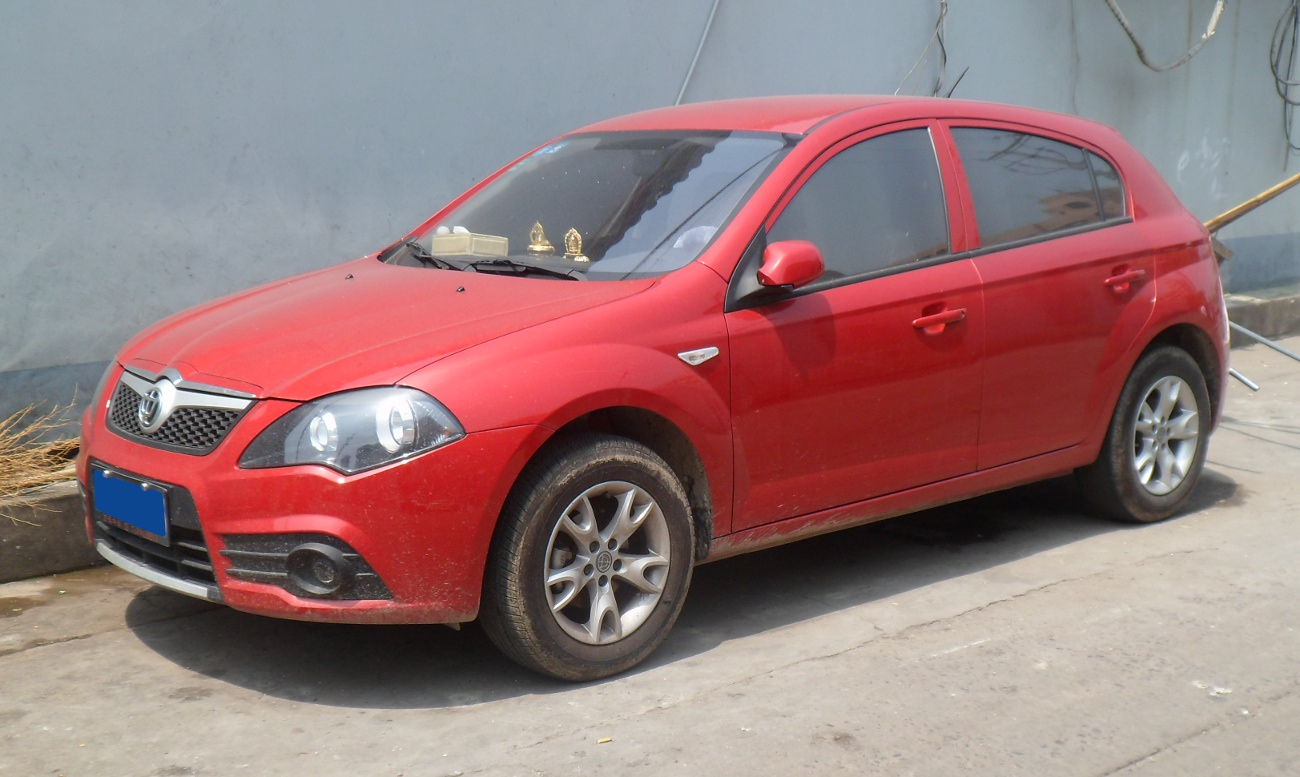
Brilliance Junjie FRV
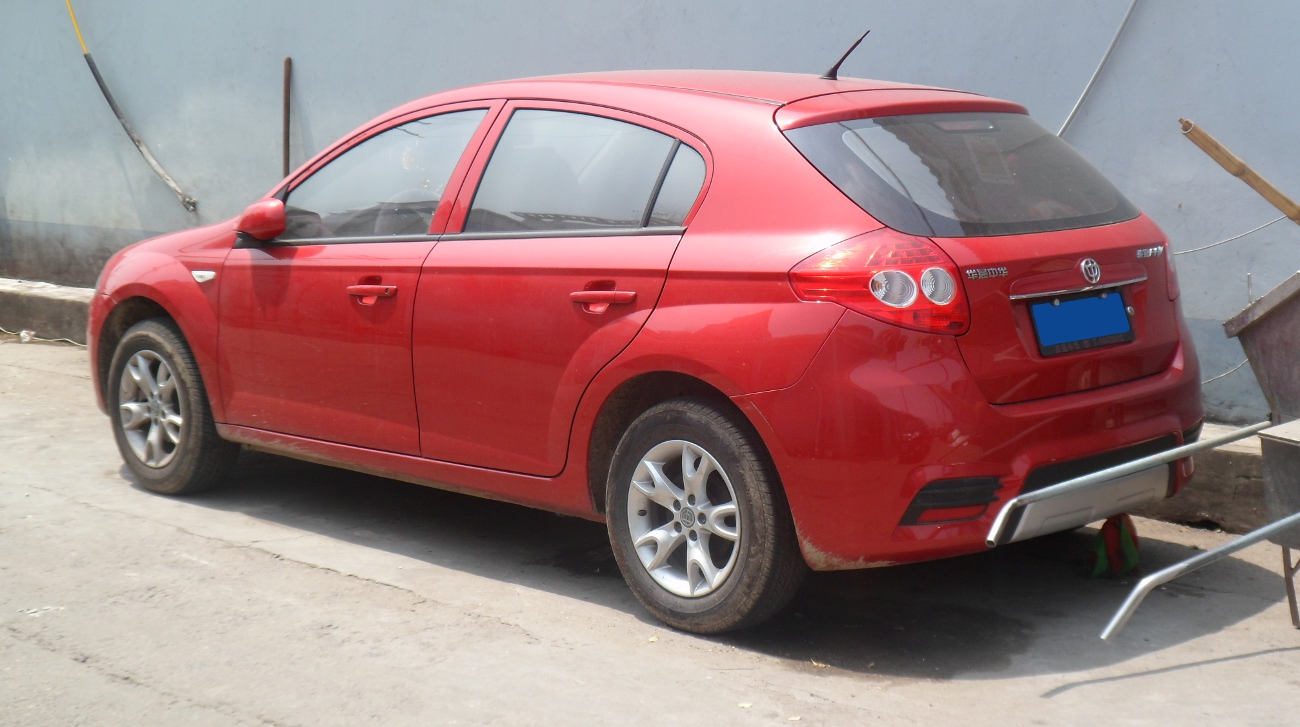
Вид сзади
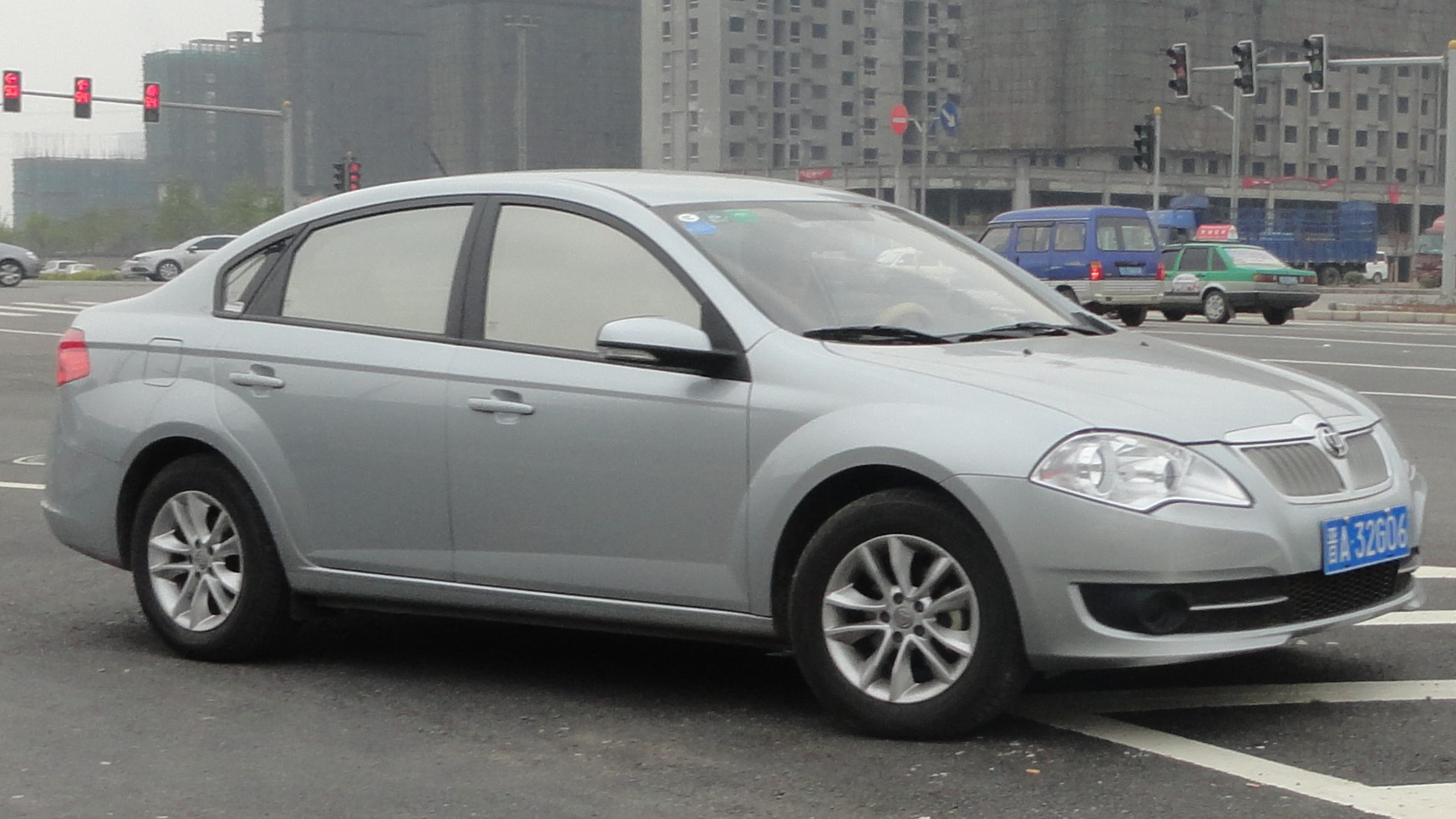
Brilliance FSV
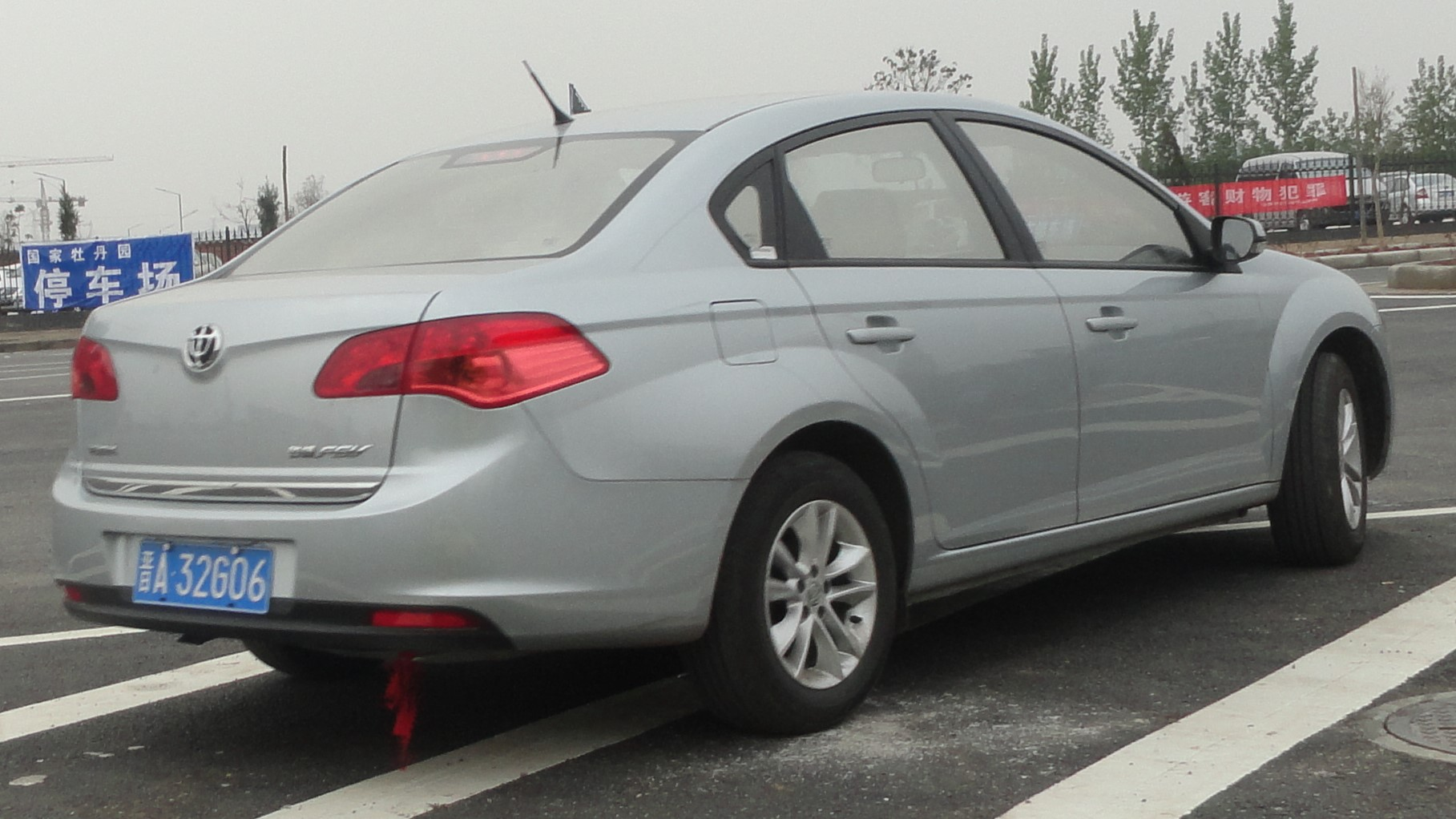
Вид сзади
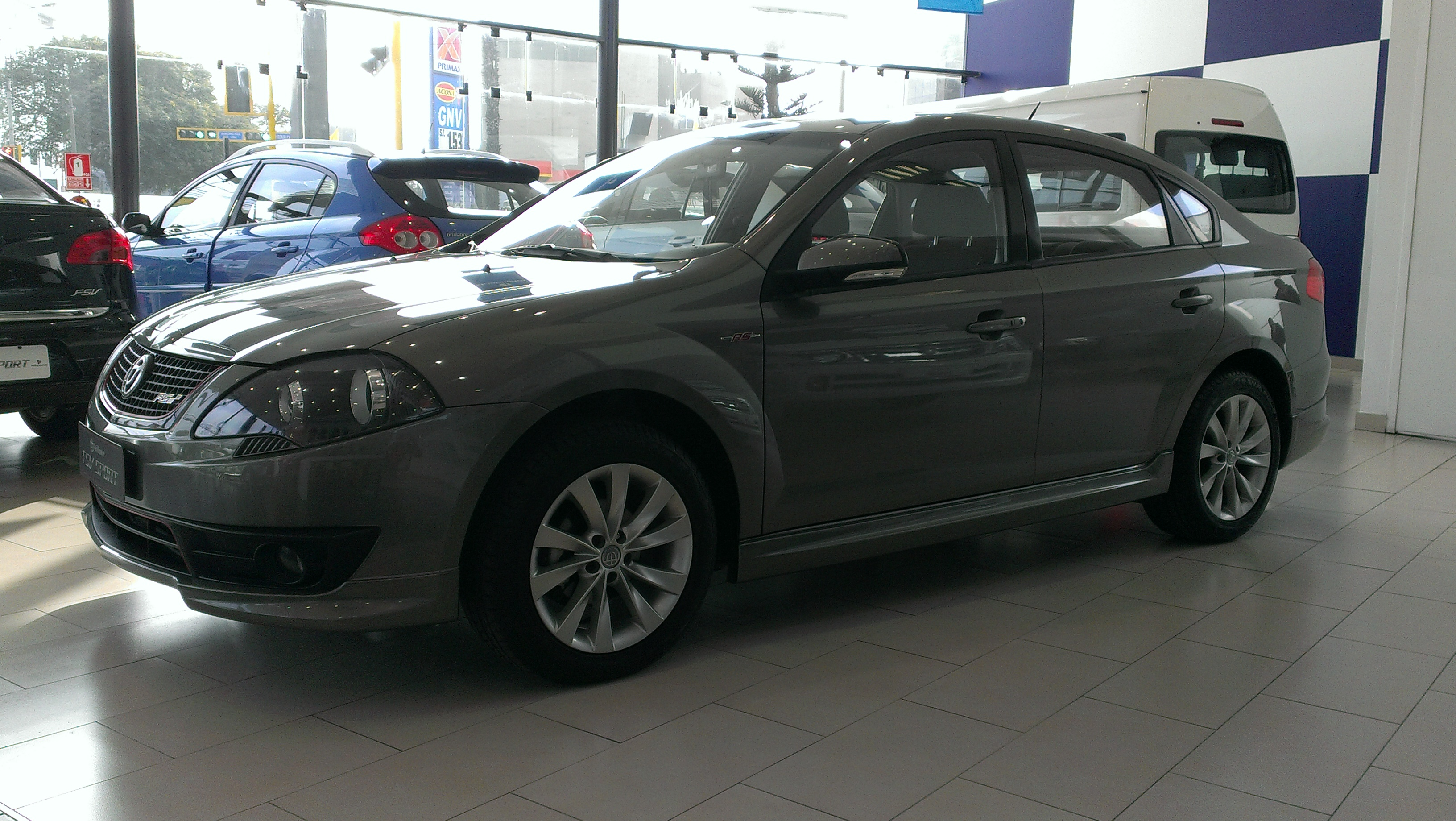
Brilliance FSV Sport
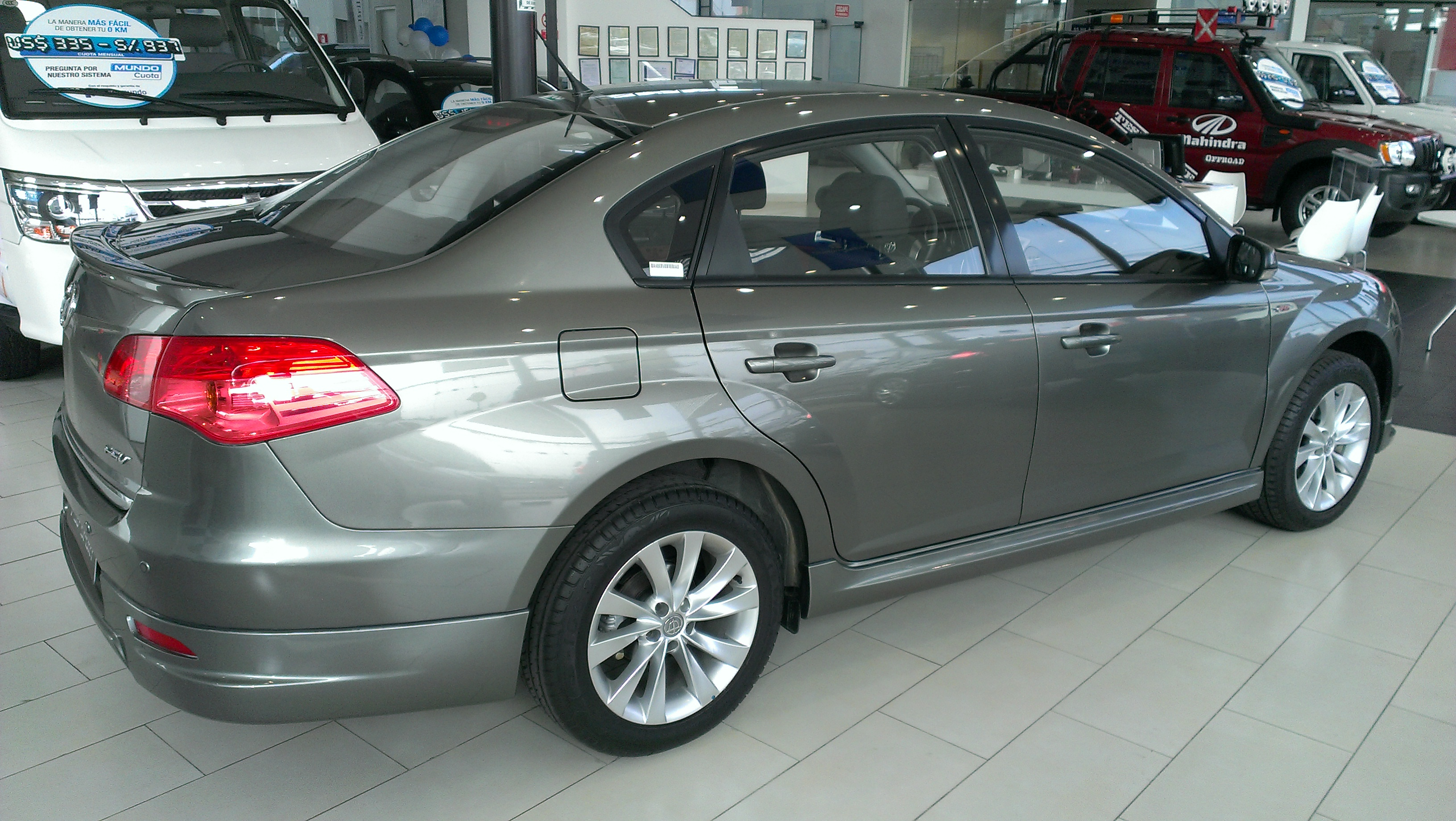
Brilliance FSV Sport
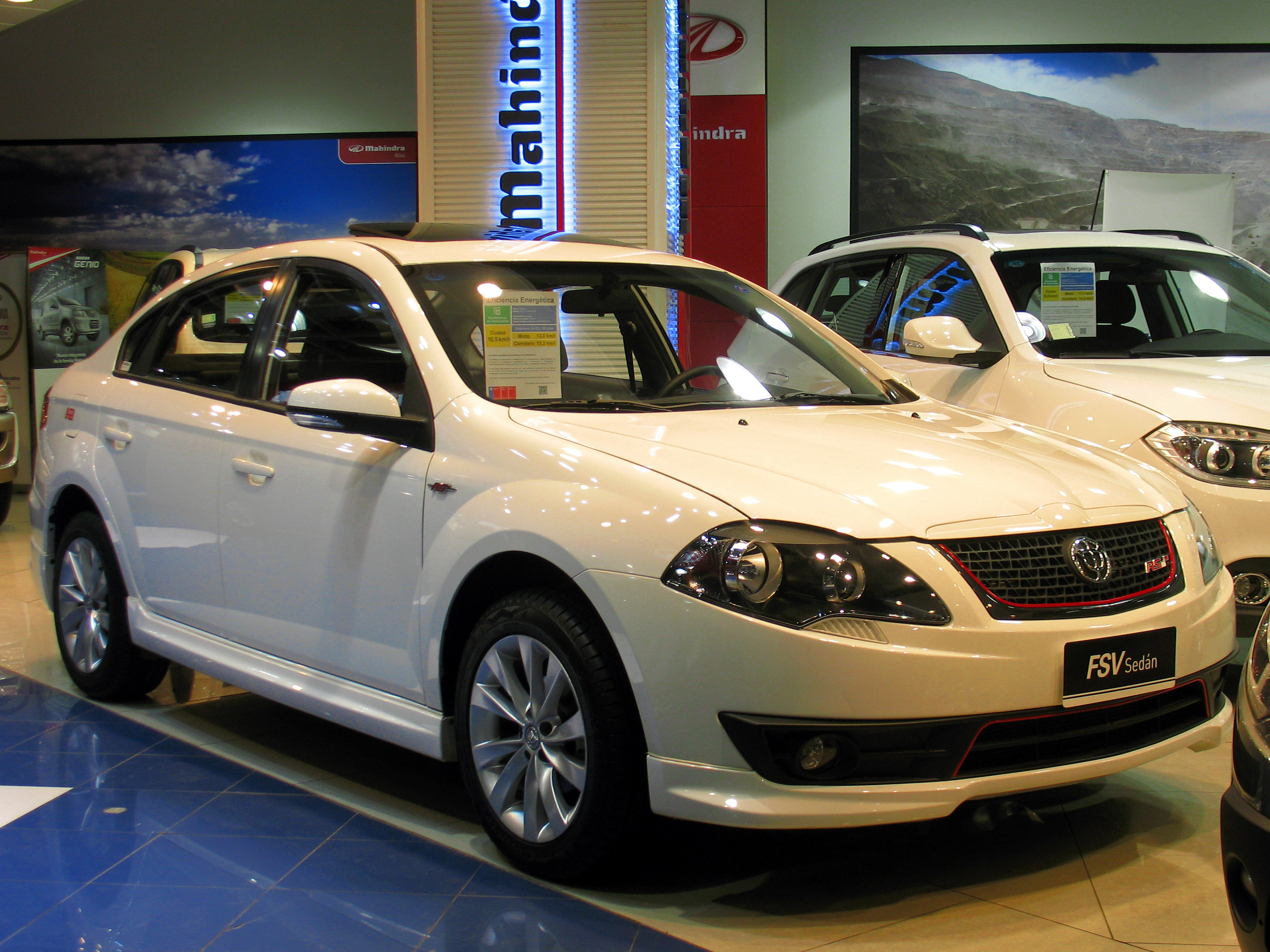
Brilliance FSV RS
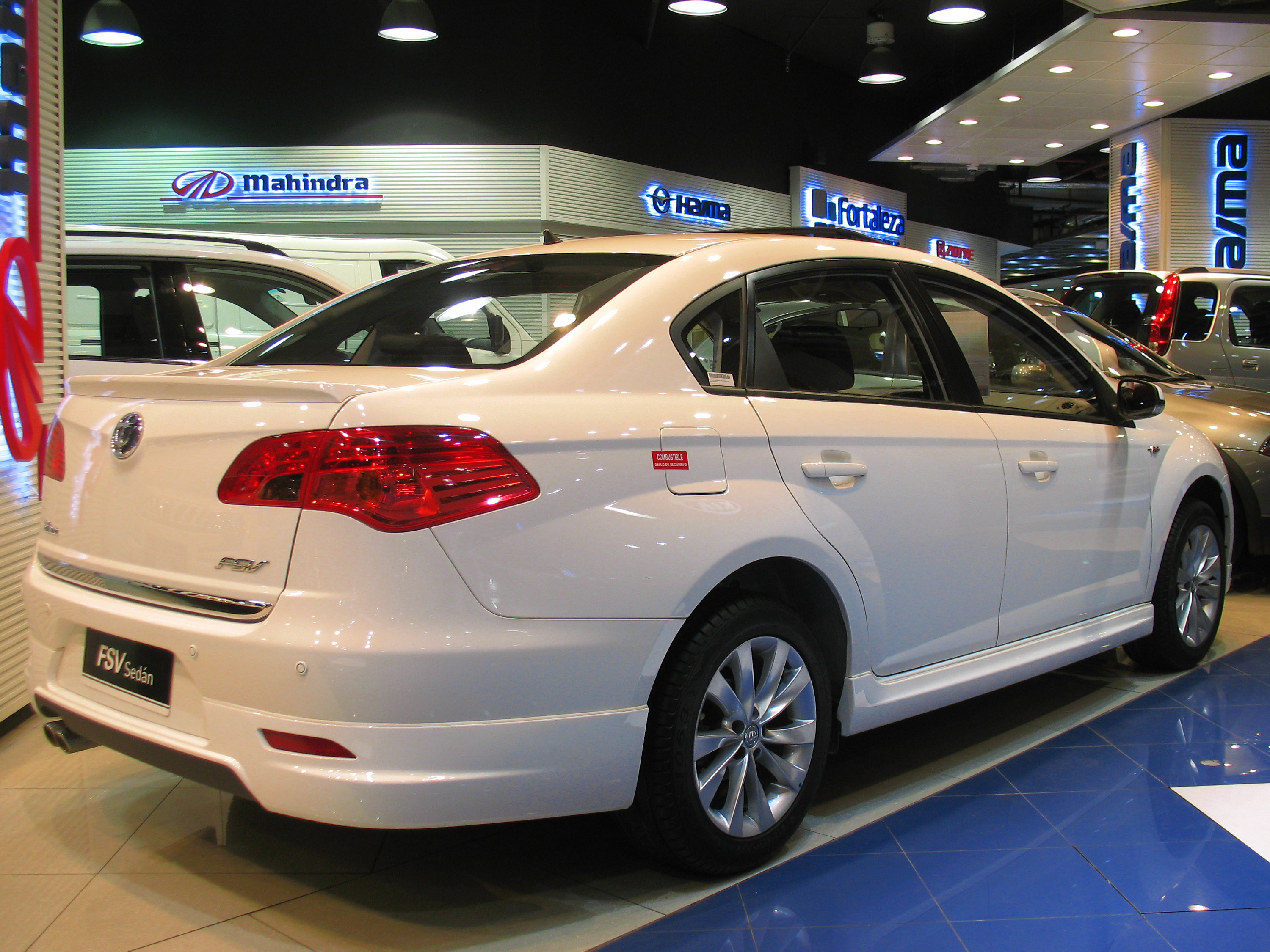
Вид сзади
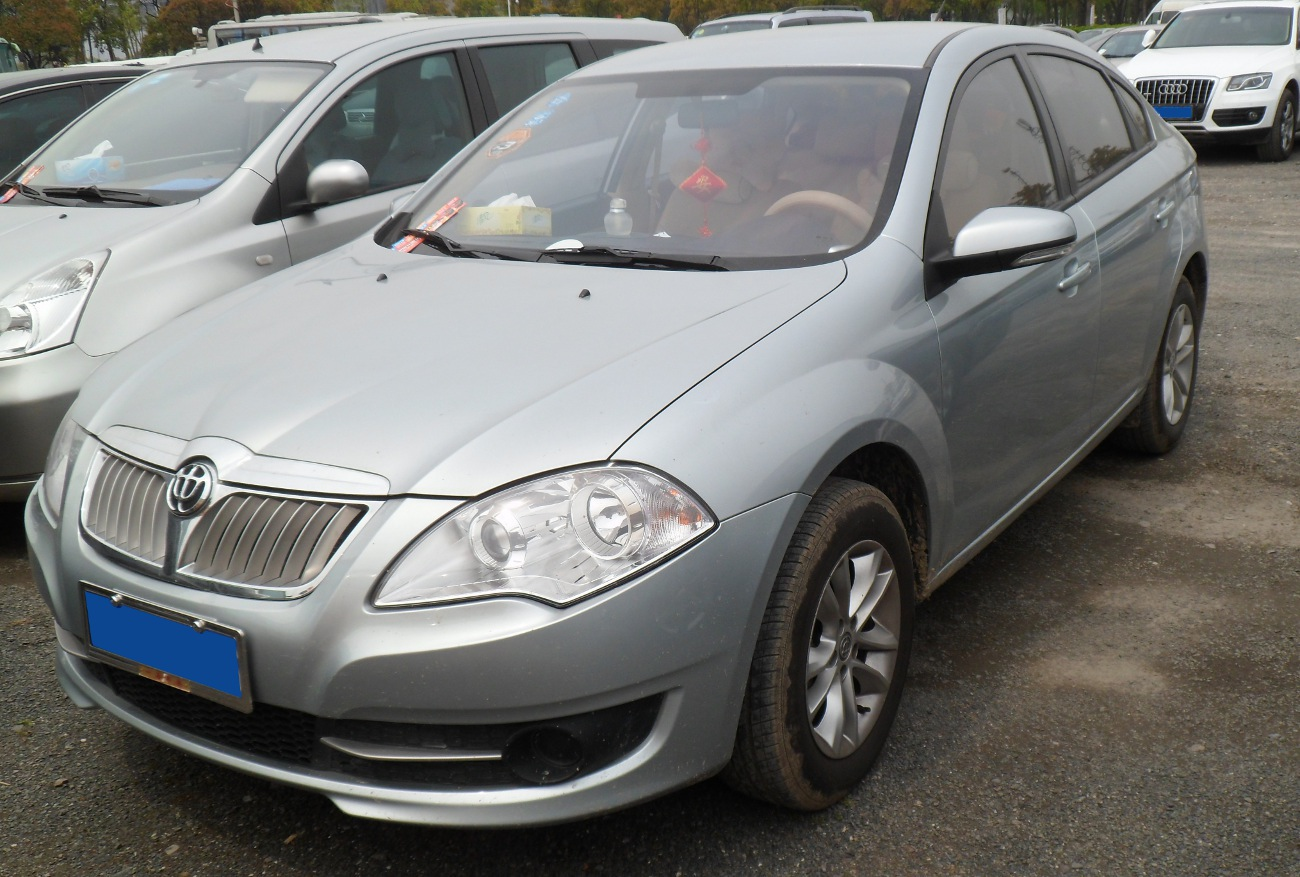
Brilliance Junjie FSV
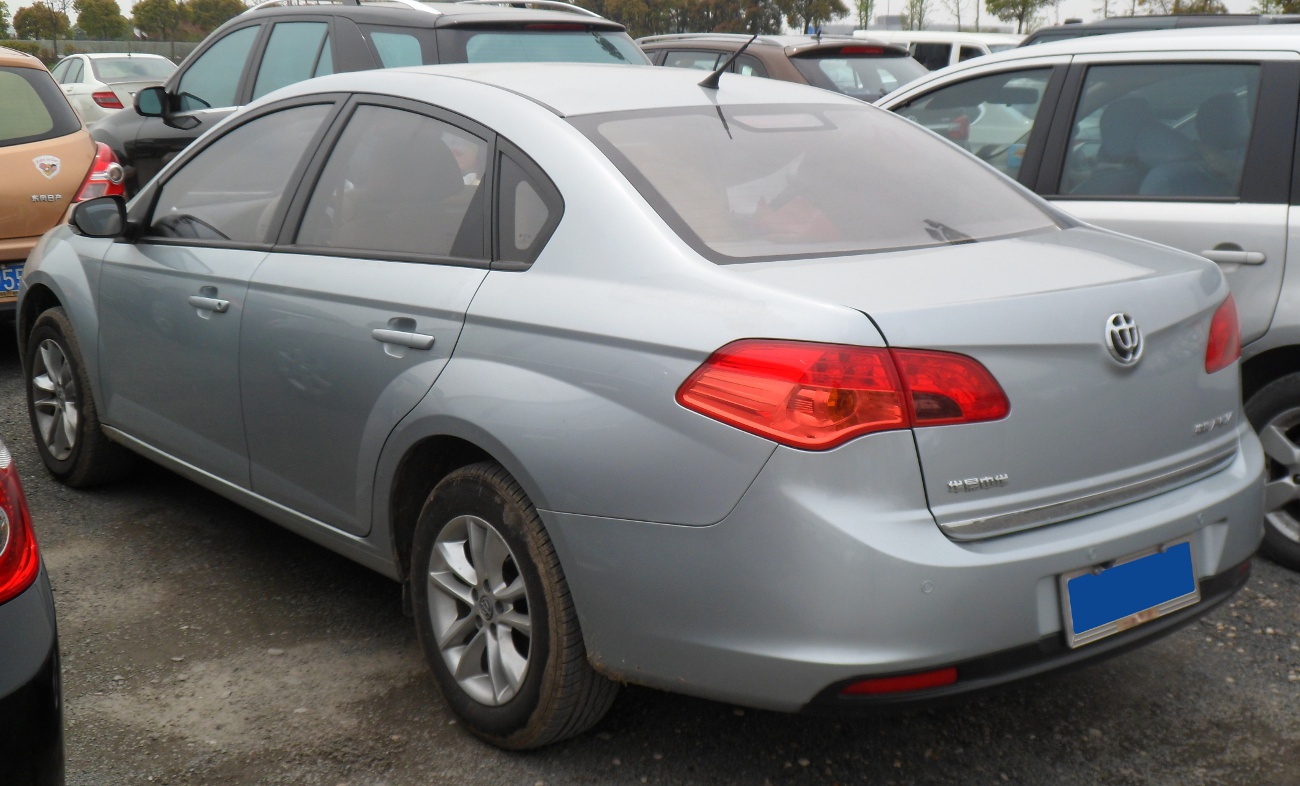
Вид сзади
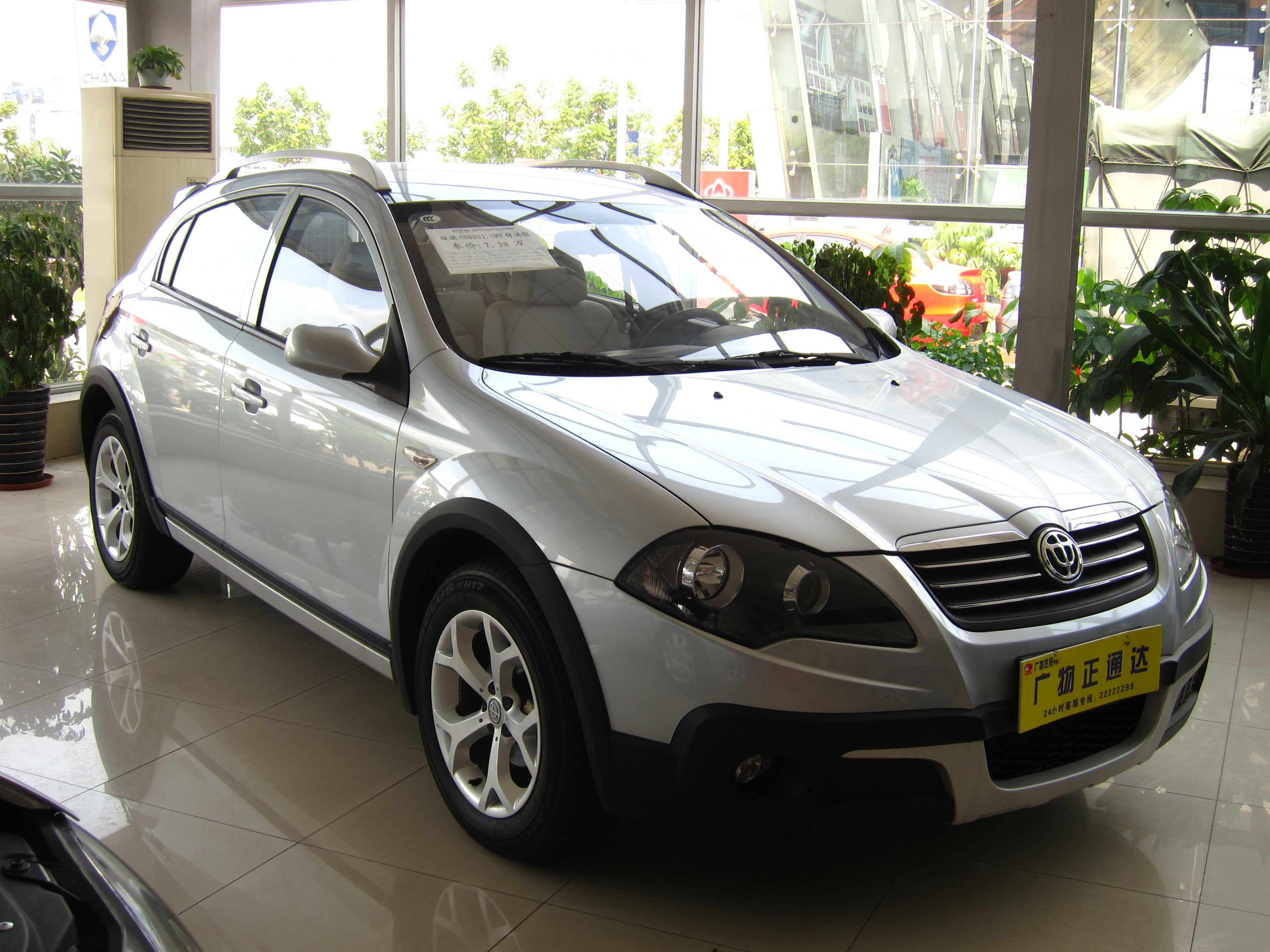
BS2 FRV Cross